# Nationaal park Andohahela
Het Nationaal park Andohahela is sinds 1997 een beschermd natuurgebied van 760 km² in de regio Anosy in het uiterste zuidoosten van Madagaskar. Het park behoort tot de regenwouden van de Atsinanana die sinds 2007 op de Werelderfgoedlijst staan.

## Ligging
Het natuurgebied bevindt zich halverwege tussen de districten Tôlanaro en Amboasary Sud langs de Route nationale 13. Het park ligt in het zuidelijkste punt van de Malagassische hooglanden over een oppervlakte van 76.020 ha en met een hoogte variërend tussen 120 en 1972 m. Het is het enige beschermde natuurgebied in Madagaskar van dichte regenwouden ten zuiden van de Steenbokskeerkring.

## Klimaat
Er zijn drie verschillende ecosystemen aanwezig in het park waardoor er een grote verscheidenheid aan fauna en flora is. De verschillende systemen zijn ontstaan doordat de bergen een natuurlijke barrière vormen tegen de passaatwinden van uit het oosten.
- Natte bossen in het oosten, met een regenval rond de 2000 mm tussen november en april.
- Doornig struikgewas in het westen, met 5 à 6 maanden droogte en een regenval tussen 600 en 700 mm.
- Een uniek overgangsbos tussen de twee formaties.

## Flora
Het overgangsbos wordt gekenmerkt door de endemische  driehoekige palmboom Dypsis decaryi. Er bevinden zich 207 soorten varens in het park waarvan 90% in de natte bossen. In het droge gedeelte van het park bevinden zich enkele unieke endemische Alluaudia, Alluaudia ascendens en Alluaudia procera. Er bevinden zich vier van de elf endemische soorten Didiereaceae van het zuiden van Madagaskar.

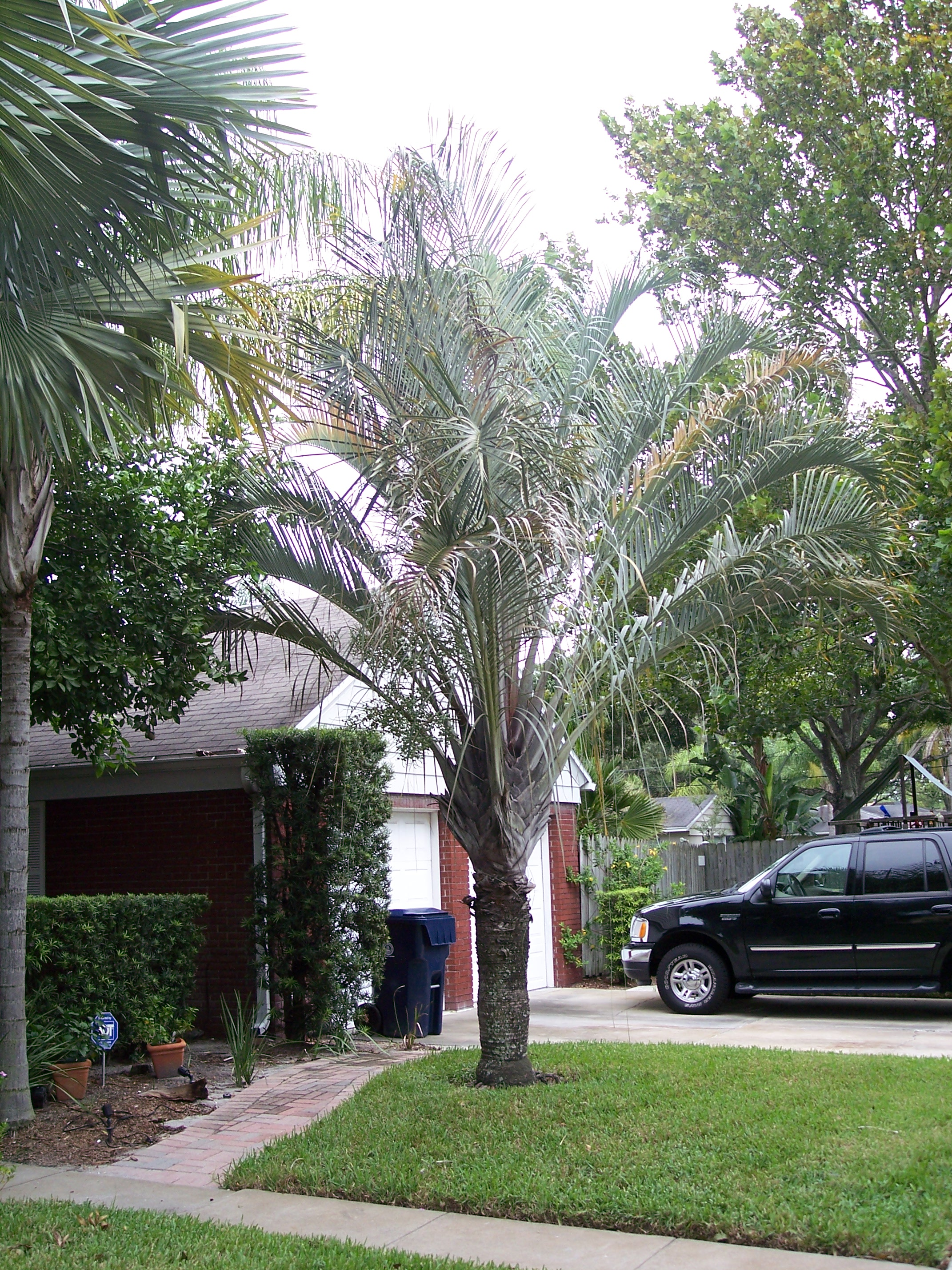
Dypsis decaryi
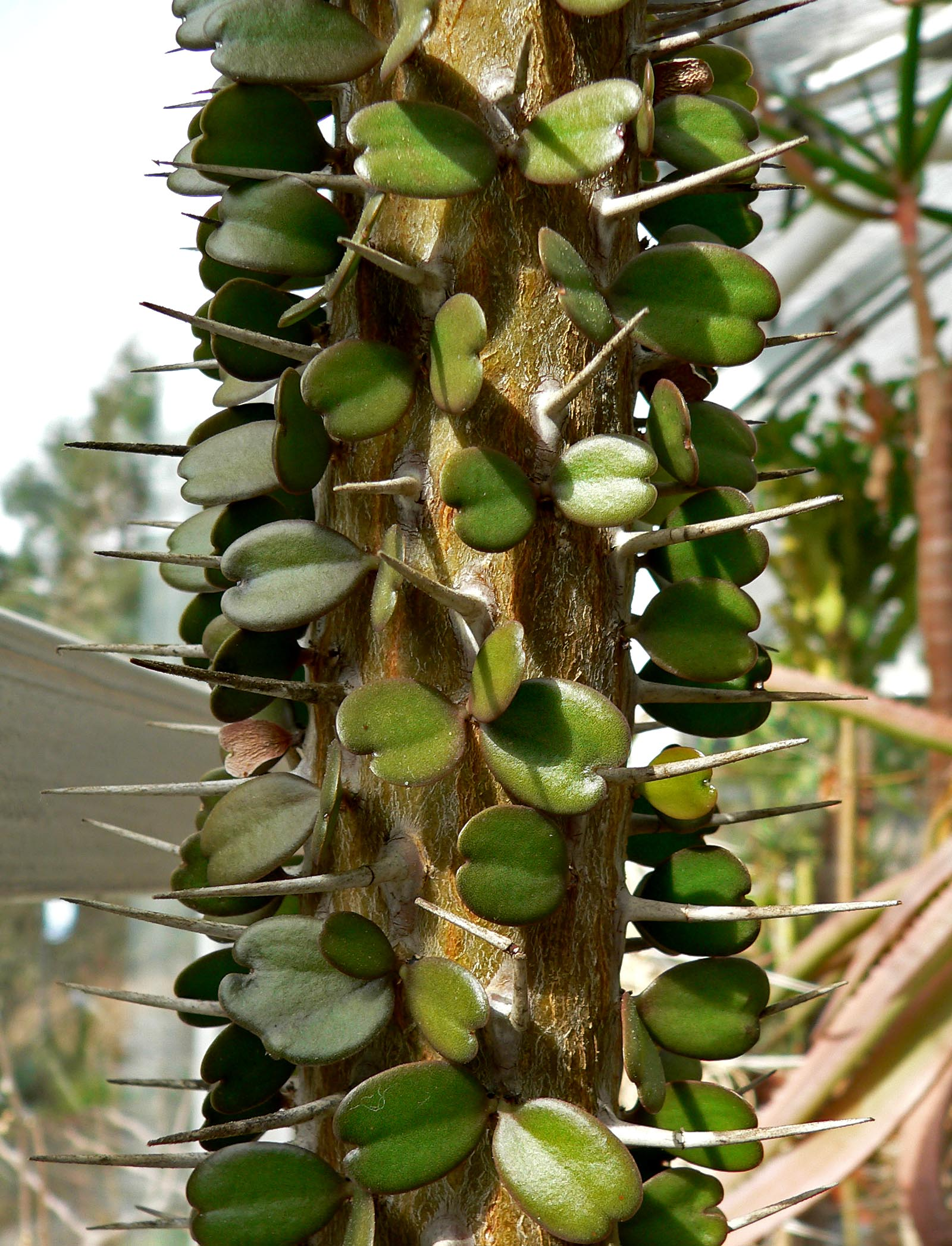
Alluaudia ascendens
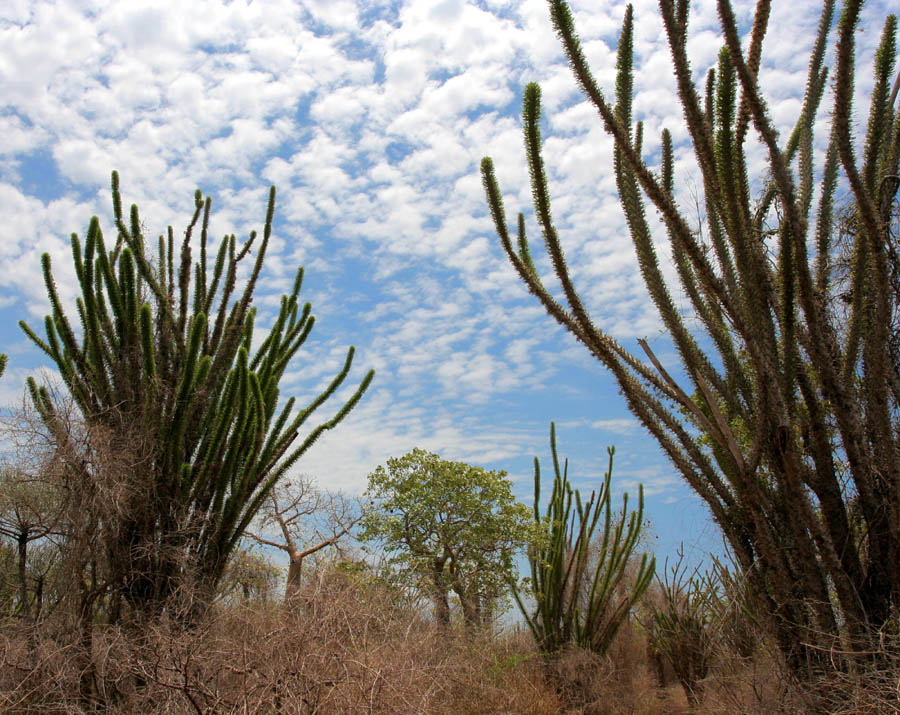
Alluaudia procera

## Fauna
Twaalf soorten maki's zijn waargenomen in het park waaronder de bruine maki en twee van Madagaskars meest karakteristieke soorten, de ringstaartmaki en de verreauxsifaka. Er leven 129 vogelsoorten waarvan 65% endemisch, onder andere de bedreigde vogelsoort Fanovana-newtonia. Er werden 75 soorten reptielen geteld en 50 soorten amfibieën waarvan vier soorten in het droog bos.

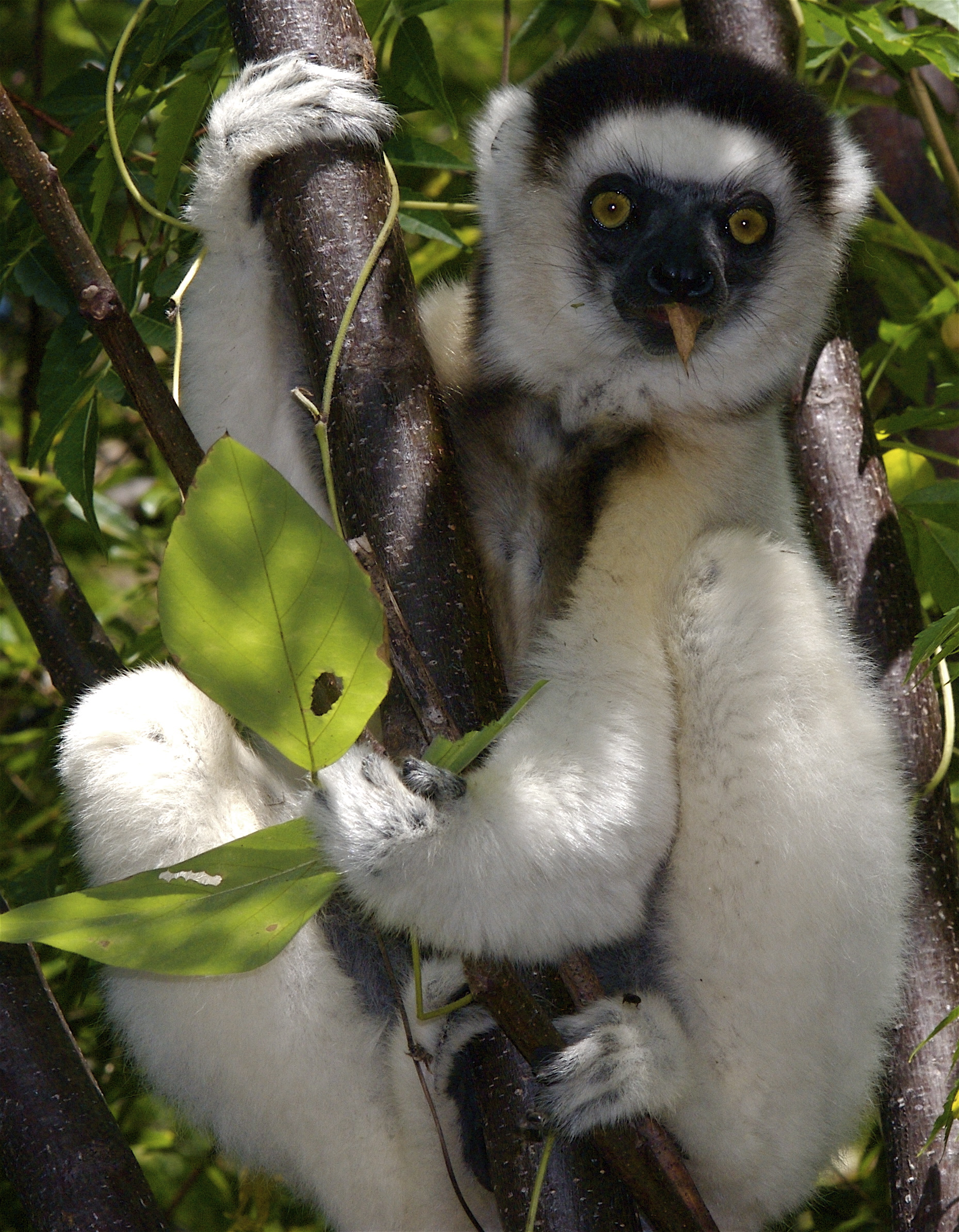
Verreauxsifaka
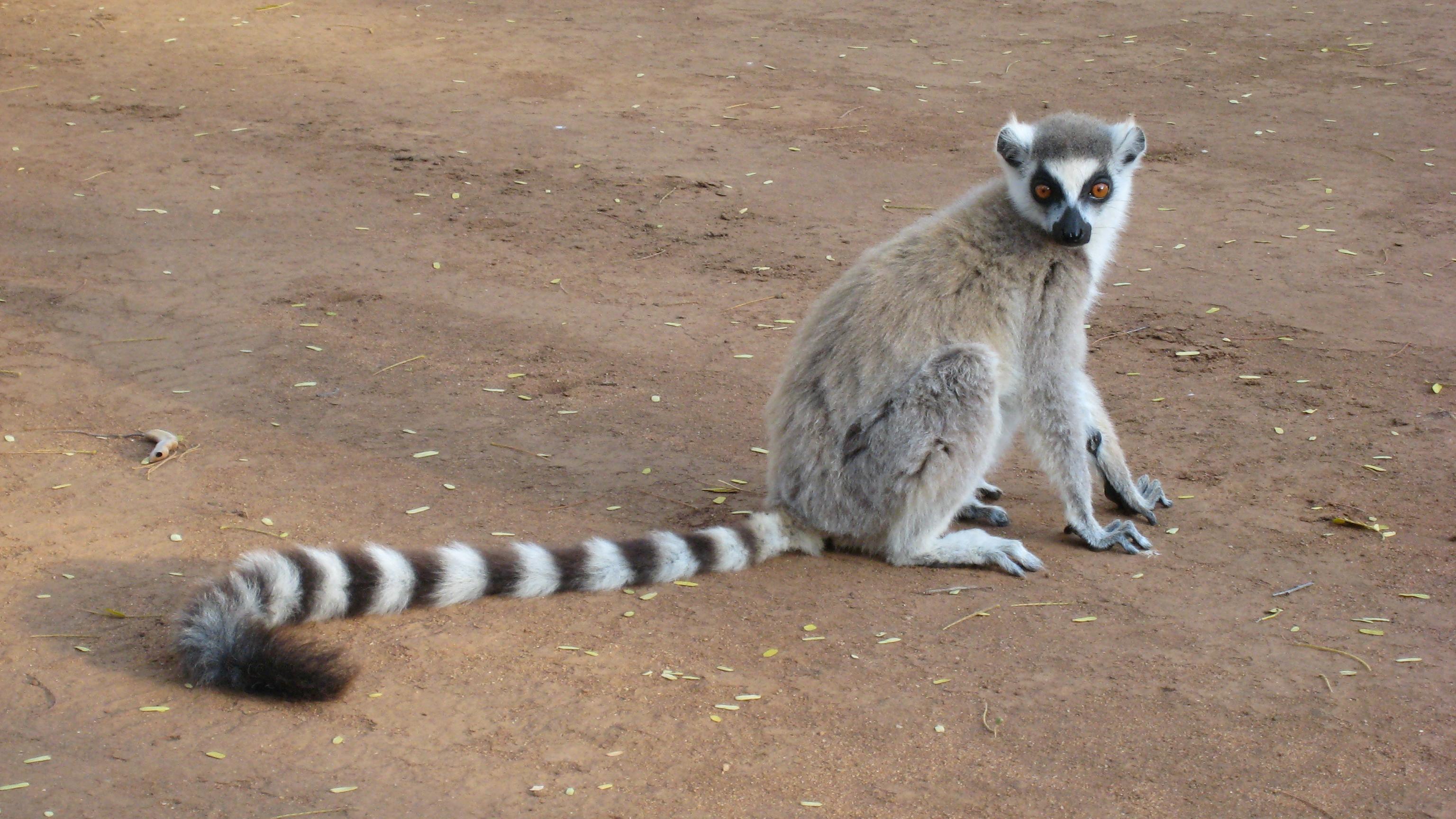
Ringstaartmaki
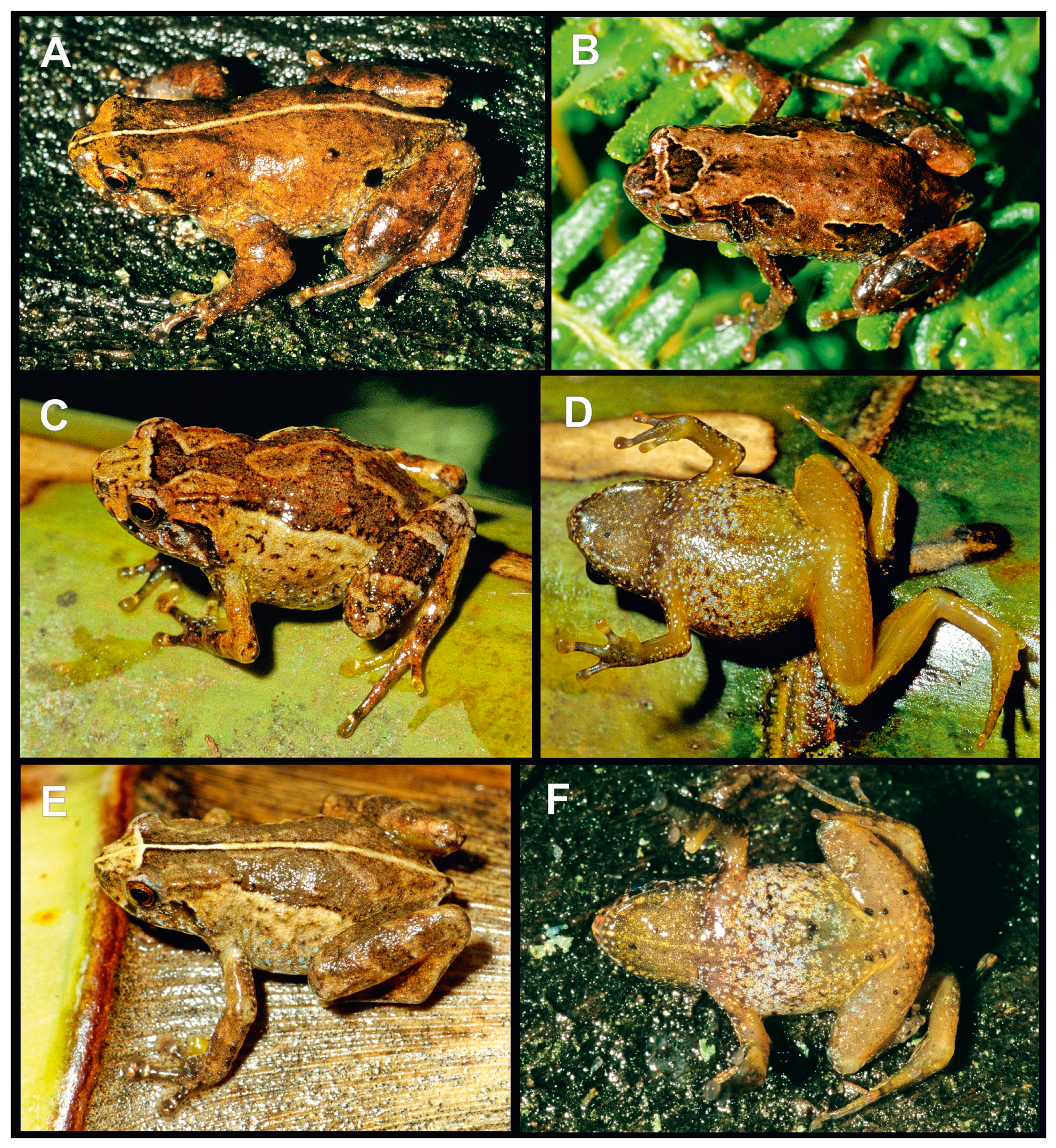
Anodonthyla jeanbai in het nationaal park Androhahela

Anja Community Reserve ·
Berenty-reservaat ·
Renialareservaat ·
Kirindy Forest ·
Zoölogisch park van Ivoloina